# مهر النساء بيكم
مهر النساء بيكم (بالفارسية: مهرالنساء بیگم) (ولدت ق. 1605) معروفة أيضًا بِـ«بانو بيگم» (بالفارسية: بانو بيگم) أو «باهو بيگم» (بالفارسية: بہو بیگم)، أيضًا معروفة بِـ«لادلي بيگم» (بالفارسية: لاڈلی بیگم) هي ابنة الملكة القوية نور جهان وزوجة الأمير شهريار ميرزا نجل سلطان الهند المغولية نور الدين جهانگير.